# Игор Вушуровић
Игор Вушуровић (Беране, 24. септембар 1974) бивши је југословенски и црногорски одбојкаш. Са одбојкашком репрезентацијом Југославије је освојио сребрну, бронзану и златну медаљу на Европским првенствима 1997, 1999. и 2001. године, златну медаљу на Летњим олимпијским играма 2000. године и сребрну медаљу на Светском првенству 1998. године.
Након играчке каријере обављао је функције извршног директора Одбојкашког савеза Црне Горе, и шефа црногорске мисије за Олимпијске игре у Лондону 2012. године.